# Ildibad
Ildibad (uneori, Hildebad sai Heldebadus), (n. secolul al V-lea d.Hr., Imperiul Roman de Răsărit – d. mai 541 d.Hr., Imperiul Roman de Răsărit) a fost rege al ostrogoților din Italia.
Ildibad era un nepot al lui Theudis, rege al vizigoților din Spania. Această conexiune l-a condus pe Peter Heather la sugestia că cei doi ar fi aparținut aceluiași clan războinic.
Ildibad a fost ales rege al ostrogoților pentru a-l înlocui pe Vitiges, care căzuse victimă diferitelor intrigi ale generalului bizantin Belisarie și părăsise Ravenna. El a mutat capitala regatului ostrogot la Pavia în 540, a cucerit Treviso, l-a instalat pe nepotul său Totila la conducere și în curând a trecut la controlul asupra Veneto și a Liguriei.
Ildibad s-a aflat la conducere vreme de numai un an înainte de a fi asasinat de către un gepid cu ocazia unui banchet la palat. După un scurt interregnum sub Eraric, el a fost succedat de către nepotul său Totila.